# 高砂郵便局
高砂郵便局（たかさごゆうびんきょく）は、兵庫県高砂市にある郵便局。民営化前の分類では集配普通郵便局であった。

## 概要
住所：〒676-8799 兵庫県高砂市荒井町御旅2-6-15

## 沿革
- 1872年1月14日（明治4年12月5日） - 高砂郵便取扱所として開設[1]。
- 1873年（明治6年） - 高砂郵便役所となる。
- 1875年（明治8年）1月1日 - 高砂郵便局（四等）となる。同年、為替取扱を開始。
- 1885年（明治18年）5月1日 - 貯金取扱を開始。
- 1892年（明治25年）2月1日 - 高砂郵便電信局となる。
- 1903年（明治36年）4月1日 - 通信官署官制の施行に伴い高砂郵便局となる。
- 1956年（昭和31年）5月1日 - 曽根郵便局から集配業務を移管[2]。
- 1956年（昭和31年）10月5日 - 電話通話および和文電報受付事務の取扱を開始。
- 1977年（昭和52年）10月24日 - 魚橋郵便局[3]から集配業務の一部[4]を移管。
- 1998年（平成10年）9月1日 - 外国通貨の両替および旅行小切手の売買に関する業務取扱を開始。
- 2007年（平成19年）10月1日 - 民営化に伴い、併設された郵便事業高砂支店に一部業務を移管。
- 2012年（平成24年）10月1日 - 日本郵便株式会社発足に伴い、郵便事業高砂支店を高砂郵便局に統合。

## 取扱内容
- 郵便、印紙、ゆうパック、内容証明
- 貯金、為替、振替、振込、国際送金、外貨両替・トラベラーズチェック、国債、投資信託
- 生命保険、バイク自賠責保険、自動車保険
- 地方公共団体事務（兵庫県住宅再建共済基金利用申込取次事務）
- ゆうちょ銀行ATM
- 「676-00xx」「676-08xx」区域（高砂市（北浜町牛谷、北浜町北脇、北浜町西浜を除く[5]））の集配業務
- ゆうゆう窓口

## 周辺
- 高砂市役所
- 高砂市立荒井中学校
- 法華山谷川

## アクセス
- 山陽電鉄本線 伊保駅から徒歩約11分
- 高砂市コミュニティバス（じょうとんバス） 高砂市役所停留所下車、北東へ徒歩約5分
- 姫路バイパス 高砂西ランプから南東へ、また加古川バイパス 加古川西ランプから南西へそれぞれ約4km
- 駐車場あり：18台